# Hypomolis lachaumei
Hypomolis lachaumei là một loài bướm đêm thuộc phân họ Arctiinae, họ Erebidae.